# Craig Lindfield
Craig Anthony Lindfield (* 17. September 1988 im Birkenhead) ist ein englischer Fußballspieler. Der Stürmer und Akademieabsolvent des FC Liverpool steht aktuell beim englischen Verein FC United of Manchester unter Vertrag.

## Laufbahn
Lindfield kam bereits im Alter von acht Jahren zur Nachwuchsabteilung des FC Liverpool. Der Stürmer verhalf der Jugendmannschaft seines Vereins zu zwei FA-Youth-Cup-Triumphen in den Jahren 2006 und 2007 und traf dabei insgesamt zwölf Mal. Darüber hinaus war er Bestandteil der Reservemannschaft, die im Jahr 2008 den Meistertitel gewann.
Der Durchbruch in der ersten Mannschaft der „Reds“ ließ aber auf sich warten; zu Spielpraxis kam er erst bei Leihvereinen ab November 2007. Dazu zählte zunächst Notts County, wo ihm am 3. November 2007 auch nach 23 Minuten sein erstes Profitor beim 2:0-Erfolg über Accrington Stanley gelang. Weitere Stationen des antrittsschnellen siebenfachen englischen U-19-Nationalspielers waren danach Chester City, der AFC Bournemouth und zuletzt Accrington Stanley, bevor er im Januar 2010 ablösefrei zum Viertligisten Macclesfield Town wechselte. Seit Juni 2014 steht "CL7" beim FC United of Manchester unter Vertrag.

## Erfolge
- FA Youth Cup: 2006, 2007
- Premier Reserve League: 2008